# عين اشكاكة (أغبالو أقرار)
عين اشكاكة هي إحدى مشيخات المملكة المغربية، تتبع جغرافيا لإقليم صفرو وإداريًا لأغبالو أقرار. يقدر عدد سكانها بـ 6131 نسمة حسب الإحصاء الرسمي للسكان والسكنى لسنة 2004.